# Anton Peric
Anton Peric (tudi Peritz), slovenski rimskokatoliški duhovnik, * 16. januar 1791, Krmin, † 25. april 1856, Kanal. 
Sveto mašniško posvečenje je prejel 2. septembra 1816. Najprej je kot katehet služboval v Piranu, nato je bil v letih 1925−1936 župnik v Šempasu, od 1836 pa dekan v Kanalu. Tu je bil še okrajni šolski nadzornik. Leta 1937 je na tretjo pobinkoštno nedeljo ponovno uvedel procesijo na Sveto Goro ter leta 1849 ustanovil Bratovščino presvetega in brezmadežnega Marijinega srca.